# Guadalcázar (España)
Guadalcázar es un municipio español de la provincia de Córdoba, Andalucía. En el año 2021 contaba con 1562 habitantes. Su extensión superficial es de 72,37 km² y tiene una densidad de 21,59 hab/km². Sus coordenadas geográficas son 37°45′N 4°56′O. Se encuentra situado en la comarca del Valle Medio del Guadalquivir, a una altitud de 158 metros y a una distancia de 28 km de la capital, Córdoba. Pertenece a la Mancomunidad de la Vega del Guadalquivir y al partido judicial de Posadas. Los guadalcaceños son conocidos popularmente como cernícalos.

## Toponimia
El nombre del municipio procede claramente del árabe. Según la hipótesis más aceptada en la actualidad, planteada por Antonio Arjona y secundada por Félix Hernández, Guadalcázar debe su nombre a la existencia de un «qasr» o establecimiento para el descanso de viajeros en el camino de Écija a su paso por Guadalcázar. La transcripción de esta palabra al español como «alcázar» puede dar lugar a confusiones, ya que normalmente se traduce como "palacio" o "fortaleza". Esta hipótesis explicaría la ausencia de cualquier vestigio de una construcción de estas características no solo en el caso de Guadalcázar, si no en otros muchos lugares a lo largo de la geografía española donde se encuentra presente el topónimo. No obstante, algunas fuentes históricas describen estas posadas como auténticos palacetes, con elementos defensivos en muchos casos. Esto se explica debido a que estarían al servicio de funcionarios de la administración andalusí, dignatarios extranjeros y otras personalidades destacadas.
El arroyo de la Marota, muy próximo al núcleo urbano de la localidad, era conocido al menos desde la Edad Moderna con el nombre de arroyo "Guadalcázar" o simplemente "Alcázar", probablemente porque el «qasr» al que aludimos se encontraría muy cerca del mismo. Posteriormente, el nombre del mismo pasaría al núcleo de población.

## Geografía
Su extensión superficial es de 72 km². Se encuentra situada a una altitud de 158 metros y a 28 kilómetros de la capital de provincia, Córdoba. Su principal vía de acceso es a través de la A-4 (Autovía del Sur), a través del desvío a Guadalcázar en el km 420, en dirección a Sevilla.
Desde un punto de vista geográfico, Guadalcázar se encuentra en el espacio de transición entre la campiña y el Valle del Guadalquivir. Este paisaje se caracteriza por la alternancia entre pequeñas ondulaciones del terreno, y los valles que los cursos de agua han horadado en el terreno. El principal curso fluvial del municipio es el arroyo del Guadalmazán, afluente del Guadalquivir. Otros arroyos importantes son el de la Marota, el del Temple, o el de los Picachos, todos ellos tributarios también del Guadalquivir. 
Estos arroyos, con un marcado estiaje, actúan como corredores ecológicos para numerosas especies de animales, gracias al buen estado de conservación de la vegetación ripícola natural y los bosques de galería, donde destacan sobre todo el Guadalmazán y la Marota.

### Espacios naturales
A pesar de que la mayor parte del territorio de Guadalcázar se dedica a la agricultura, se conservan algunos espacios adehesados y pastizales de gran valor ecológico y medioambiental que sirven de refugio para numerosas especies tanto animales como vegetales. Algunas de las aves más representativas que se pueden encontrar en la zona son: el milano real, águila imperial, alimoche, buitre negro, búho campestre, aguilucho pálido, alzacola rojizo, elanio azul, alcaraván común, sisón común, colirrojo real o tarabilla norteña. Algunas de ellas se encuentran a lo largo de todo el año y otras en determinados momentos como las migraciones. 
La mitad de las especies de anfibios que habitan en la provincia se han avistado en Guadalcázar, algunos muy escasos, como el eslizón ibérico o la salamanquesa rosada. En el caso de los insectos destaca la población de Apteromantis aptera, una mantis sin alas, protegida e incluida en el incluida en el Listado Andaluz de Especies Silvestres en Régimen de Protección Especial. Estudios recientes también han confirmado la presencia en Guadalcázar de la mosca serpiente Harraphidia laufferi o el saltamontes Harraphidia laufferi. Incluso está pendiente de confirmar la existencia de una nueva especie de arácnido de la familia Nemesia.
También los espacios que tradicionalmente se han dedicado al cultivo del cereal, poseen especial relevancia para la protección de las aves esteparias, ya que constituyen su hábitat principal. En los últimos años ha surgido interés por parte de algunas empresas y fondos de inversión para implantar en Guadalcázar grandes plantas solares fotovoltaicas, precisamente en aquellas fincas que han quedado al margen de la fiebre del olivar y el almendro. Esta situación, que supone una grave amenaza para estas especies, ha provocado un fuerte rechazo por parte de la población local.

#### Parque Municipal "El Hecho"
Se trata de un parque de titularidad municipal de 5,8 hectáreas de monte mediterráneo donde abundan especies de porte arbóreo como las encinas, acebuches, lentiscos, y otras como la jara, el romero, el tomillo, lentisco o gamonitas. Es un lugar de esparcimiento y de recreo para la población local y otras poblaciones limítrofes. Se encuentra equipado con barbacoas, fuentes de agua potable y baños públicos.
Aquí tiene lugar el 15 de mayo de cada año la Romería de San Isidro Labrador.

#### Finca "La Dehesilla"
Se trata de una finca de titularidad privada por la que discurren varios caminos públicos incluidos en el inventario de caminos municipal. La pervivencia de una cabaña de ganado ovino en extensivo, algo habitual en Guadalcázar hasta los años 50, ha favorecido la conservación de los valores naturales de la finca conformando un majadal.
Aquí encontramos por ejemplo la mayor mirteda (Myrtus communis) de la provincia de Córdoba, que ocupa un total de 4 hectáreas. También se encuentra la mayor población de la provincia de un pequeño narciso amarillo (Cavanillas Narcissus cavanillesii), incluido en el Listado Andaluz de Especies Silvestres en Régimen de Protección Especial. Destacan también algunos árboles singulares como un mesto de gran porte, algunos acebuches centenarios y sobre todo un ejemplar de higuera (ficus carica) en la zona conocida como Huerta del Conde, que podría ser el más grande del mundo, ya que supera con creces a la que actualmente ostenta el título en Formentera.

#### "Corredor Verde del Guadalmazán"
El Corredor Verde del Guadalmazán fue un proyecto de deslinde efectuado por parte de la Consejería de Medio Ambiente de la Junta de Andalucía en el año 2000 en la Vereda de Villafranquilla. A raíz del mismo se llevaron a cabo replantaciones de especies vegetales autóctonas como lentiscos, acebuches, romero o retamas; y se dotó de equipamientos para su uso y disfrute como miradores y bancos. Gracias a esta iniciativa, la localidad de Guadalcázar dispone de un sendero que atraviesa la localidad y buena parte de su término municipal. 
En concreto, se puede recorrer desde la Fuente del Ladrillo, hasta las inmediaciones del Cortijo de Villafranquilla, atravesando campos de cultivo y lugares de interés paisajístico y ecológico, como el arroyo del Guadalmazán, la Marota o la Torvizca.

#### "Vía Verde de la Campiña I"
La Vía Verde de la Campiña, con 91´4 km de longitud, es la segunda vía verde de mayor recorrido en Andalucía. A su paso por la provincia de Córdoba atraviesa los municipios de Córdoba, Guadalcázar, (un enclave de La Rambla) y La Carlota; para después adentrarse en Sevilla. Su gestión y mantenimiento corresponde a la Delegación de Medio Ambiente de la Diputación de Córdoba. Tras su inauguración en el año 2005 se han producido diferentes iniciativas que han dado como resultado la repoblación de especies vegetales en buena parte de su trazado. La Vía Verde se ha convertido de esta manera en un corredor verde de biodiversidad muy útil para la dispersión de especies animales autóctonas.

## Historia
Se tiene constancia de la existencia de una ciudad romana en el siglo IV llamada Cárbula a la que Plinio hacía mención y que, según algunos historiadores, podría ser la actual Guadalcázar. También los árabes dejaron su huella en esta localidad ya que se cree que en la llamada Huerta Jonda hay una alberca que en su origen era un baño árabe, además del nombre de la ciudad, que en árabe quieren decir río del palacio. Tras ser reconquistada por Fernando III en 1236, fue donada a don Gonzalo Fernández de Córdoba, que la permutó por el señorío de Montilla. En 1609 fue erigida en marquesado en favor de don Diego Fernández de Córdoba, Virrey del Perú. Luis Fernández de Córdoba, descendiente de Don Diego Fernández de Córdoba, fundó en esta villa el Convento de monjas de la orden de San Bernardo.

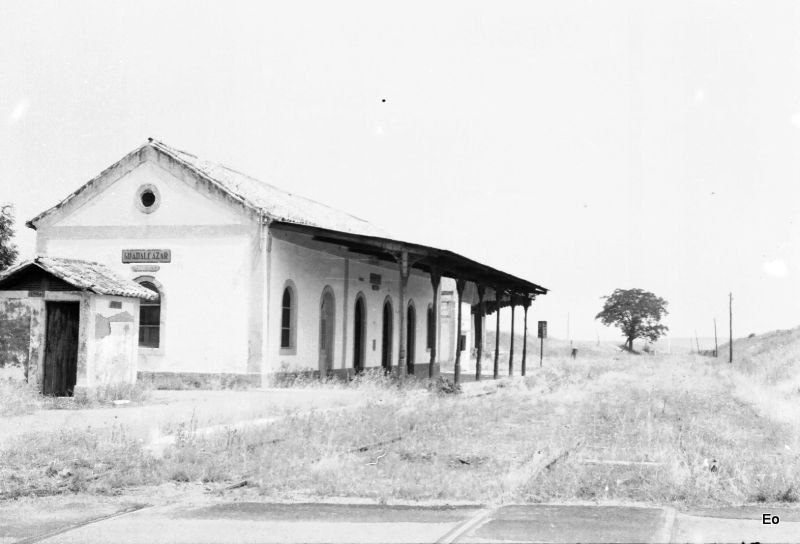
Vista de la estación de ferrocarril de Guadalcázar (hoy desaparecida)

En 1885 se abrió al tráfico el tramo La Carlota-Valchillón de la prevista línea Marchena-Valchillón, lo que supuso la llegada del ferrocarril al municipio guadalcaceño, que contó con una estación de ferrocarril. La línea férrea fue inaugurada en 1885, permitiendo que Guadalcázar quedase conectada con el resto de la red ferroviaria española. Esto facilitó considerablemente el movimiento de personas y mercancías hacia Córdoba. La línea férrea se mantuvo en servicio hasta su clausura en 1971.

## Economía

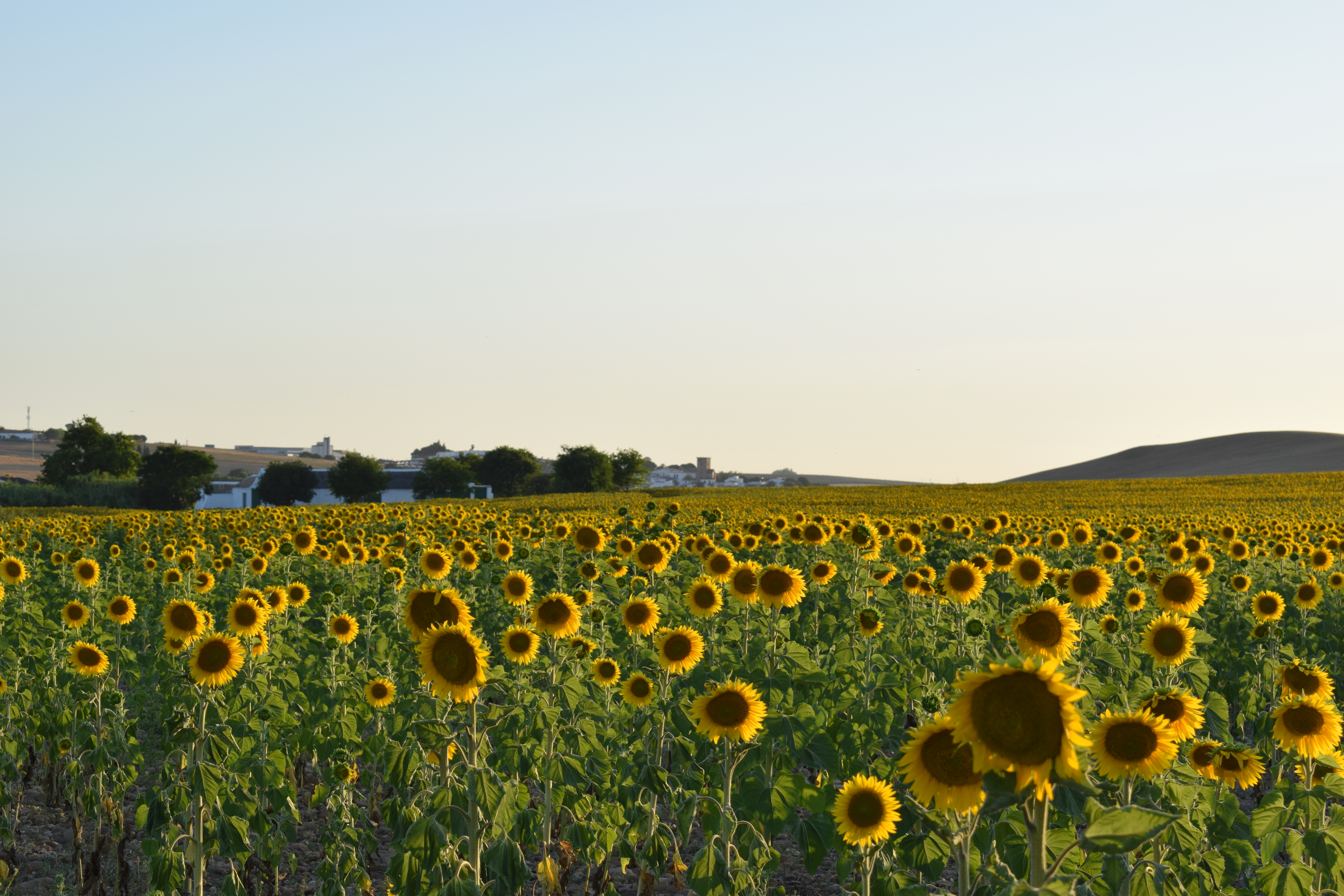
Campos cultivados de girasol en las inmediaciones de Guadalcázar.

La economía de esta localidad es casi completamente agraria. Los dos tipos de cultivo con más presencia en los campos de Guadalcázar, como en el resto de la región mediterránea, son el cereal y el olivar. La superficie dedicada al cultivo cerealista y al olivar son similares en la actualidad, si bien en los últimos años se ha incrementado la superficie dedicada a otros cultivos leñosos como el almendro. La vid, el otro componente de la triada mediterránea no encuentra en estas tierras un terreno apto para su cultivo, no obstante, topónimos como el Cerro de la Viña, muy próximo al núcleo urbano de Guadalcázar, pueden hacer alusión a su cultivo en épocas pasadas de manera testimonial. 
Desde un punto de vista histórico, el cultivo predominante ha sido el cereal, como así lo demuestran los datos recogidos en diversas fuentes. Según el Catastro de Ensenada (1749), en Guadalcázar se cultivaban 4.530 fanegas de tierra calma (75,1% de la superficie cultivada), y 1.498 fanegas de olivar (24,8% de la superficie cultivada). Un siglo más tarde, en 1840, Ramírez de las Casas Deza fijaba en 3.215 las fanegas dedicadas a tierra calma (62,l% del total de superficie cultivada) y 1.956 fanegas dedicadas al olivar (37,8% del total de superficie cultivada) Es decir, el olivar ha experimentado un importante crecimiento desde al menos el siglo XVIII en detrimento de las tierras cerealistas. El retroceso de la superficie dedicada al cereal y la proliferación de proyectos de plantas solares están suponiendo una grave amenaza desde un punto de vista ambiental y ecológico. 
Guadalcázar cuenta con un silo construido durante el franquismo, que formó parte de la Red Nacional de Silos y Graneros. Hoy se encuentra en desuso y hace la función de almacén municipal. En la primera década del siglo XXI se proyectó la construcción de un polígono industrial en el paraje conocido como Majada Vieja, en las inmediaciones del núcleo urbano de Guadalcázar, algo que finalmente no ha ocurrido.

## Demografía
Guadalcázar cuenta con una población de 1556 habitantes (INE 2024).
| Gráfica de evolución demográfica de Guadalcázar entre 1842 y 2021                                                   |
| |
| Población de derecho según los censos de población del INE Población de hecho según los censos de población del INE |

Guadalcázar se ha visto beneficiada en los últimos 20 años de un importante crecimiento demográfico propiciado por su conversión en pueblo dormitorio. La cercanía a la capital cordobesa ha favorecido esta situación, de la que también se han beneficiado otros municipios cercanos como La Carlota o Almodóvar del Río. Todo ello ha supuesto la construcción de varias zonas residenciales que han originado una gran transformación urbanística en la localidad. Ese crecimiento demográfico positivo se ha estancado o incluso ha sido negativo a partir del año 2011, con motivo de la crisis económica mundial.

## Patrimonio histórico y etnológico

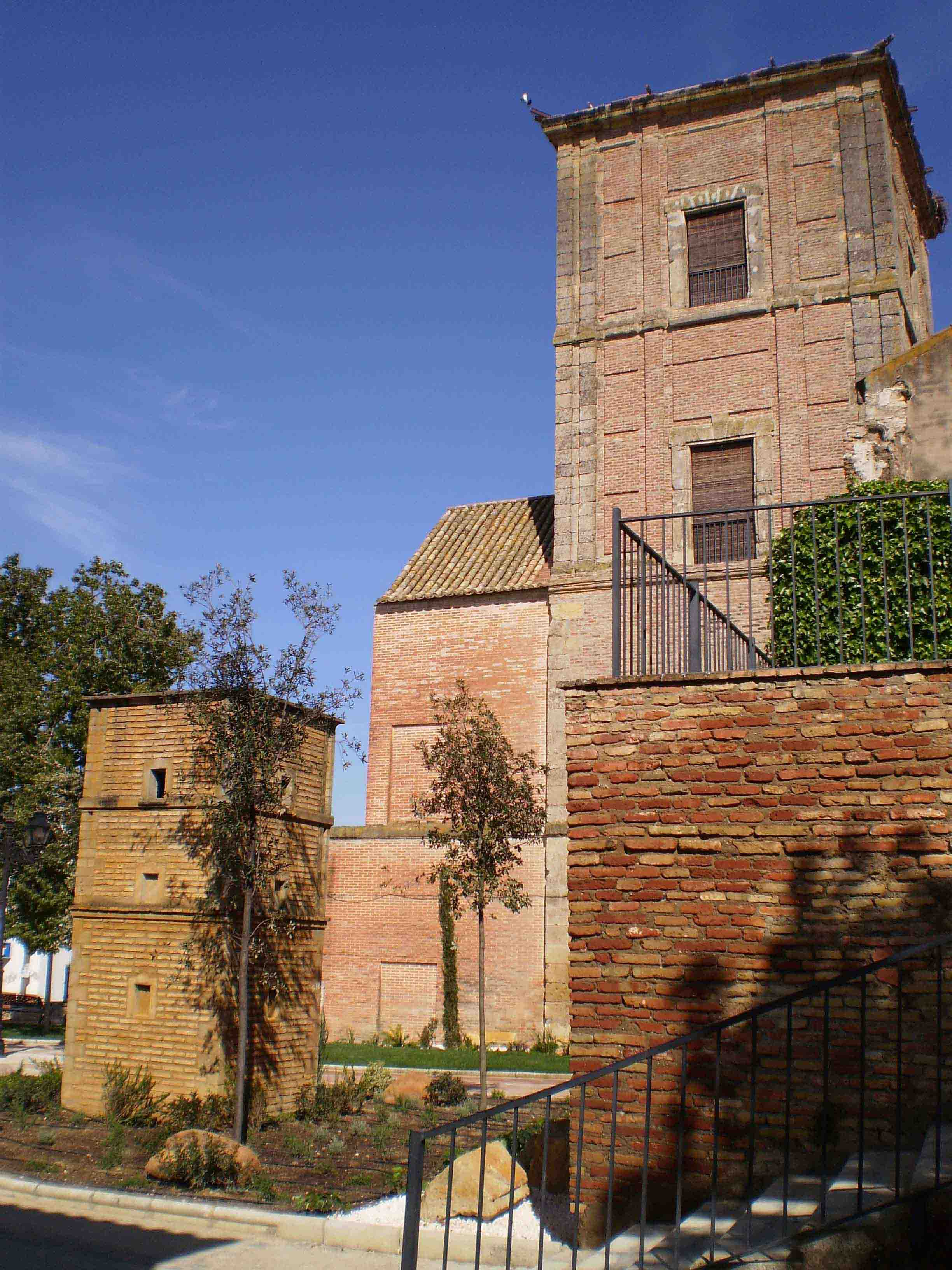
Torre Mocha del antiguo Palacio de los Marqueses de Guadalcázar.

### Lugares de interés

#### Torre Mocha del Antiguo Palacio de los Marqueses de Guadalcázar
Restos del palacio que mandó construir Diego Fernández de Córdoba, I Marqués de Guadalcázar, en el siglo XVII, para sustituir la antigua casa señorial de la familia en la villa de Guadalcázar. En su día, el palacio contaba con una imponente fachada que miraba al este, y otra de menor tamaño al norte. En el costado sur se encuentra anexo a la iglesia, mientras que al suroeste se extendían las huertas del Convento del Císter, hoy convertidas en parque público. El palacio aún estaba inconcluso cuando la muerte sorprendió al marqués en 1630.
Recibe este nombre porque uno de sus últimos propietarios, Eduardo Cadenas, la destechó ante la insistencia del párroco de la localidad, que temía su desprendimiento sobre la iglesia. Fotografías antiguas demuestran que poseía un tejado a cuatro aguas.
En la actualidad, alberga en su interior el único museo dedicado a las Ciencias Naturales que existe en el mundo ubicado en una torre del siglo XVII.

#### Iglesia de Nuestra Señora de Gracia
Único templo cristiano de Guadalcázar en la actualidad. Data del siglo XVII y ha sufrido numerosas intervenciones a lo largo de la historia, que le han conferido su aspecto actual. La más importante de ellas, en los años 60, eliminó toda la ornamentación de la fachada principal. En su interior destaca el retablo mayor, que fue sufragado por el eclesiástico Luis Fernández de Córdoba y Portocarrero. Su construcción coincidió con la del anejo Convento del Císter, al que lo unía una tribuna alta para que las religiosas pudieran acceder al templo de forma privada.

#### Convento del Císter
Su construcción fue auspiciada por Luis Fernández de Córdoba, al igual que el retablo de la iglesia, en un intento de perpetuar el nombre de su familia en la villa que le da nombre a la rama familiar. De aspecto sencillo y humilde, solo destaca la pequeña escultura de San Rafael situada sobre el acceso principal. Las religiosas disfrutaron de una breve estancia en el cenobio por problemas de salubridad, y tuvieron que desplazarse a Córdoba donde fundaron un nuevo convento.

#### "Pilar de arriba" o lavadero

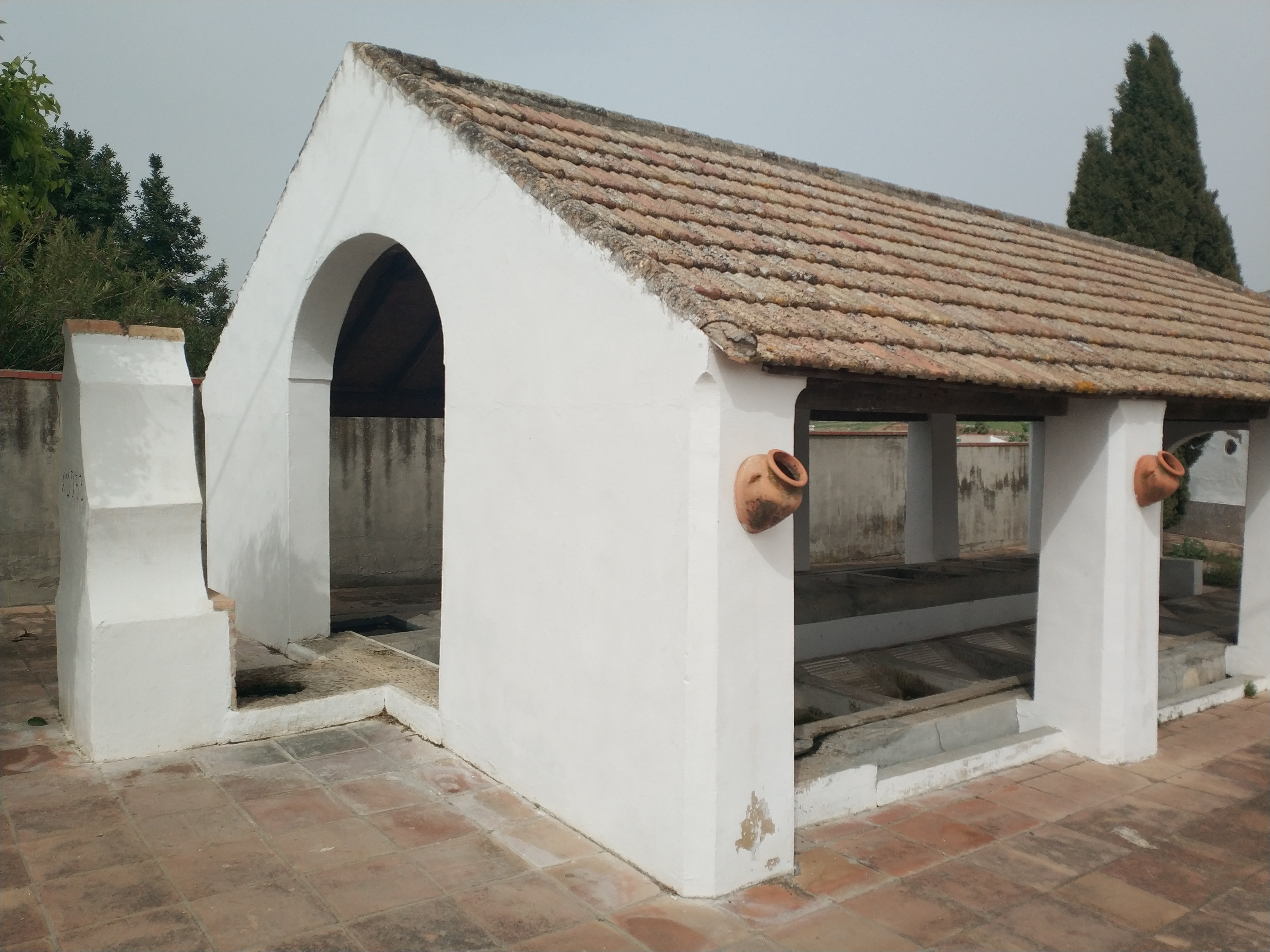
Vista del lavadero o "pilar de arriba" en Guadalcázar

Abrevadero de carácter público y popular que data de principios del siglo XX. Es conocido coloquialmente como "pilar de arriba" ya que se encuentra a pocos metros del abrevadero, separados por un pequeño desnivel.

#### "Pilar de abajo" o abrevadero

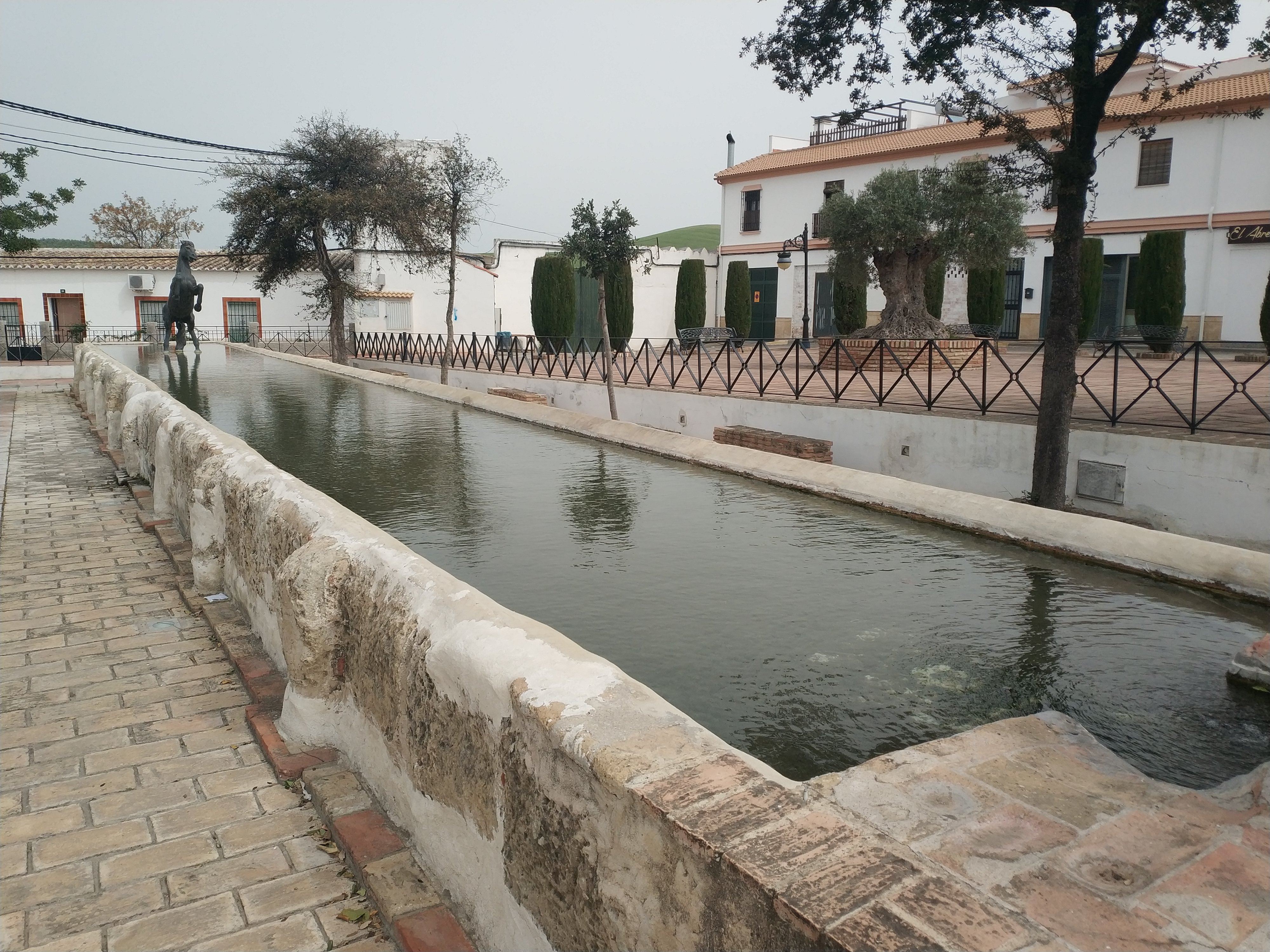
Vista del abrevadero o "pilar de abajo" de Guadalcázar

Antiguo abrevadero cuyas referencias más antiguas datan del siglo XIV. Este descansadero se sitúa en la intersección de dos vías pecuarias: la colada del Redondo, y la vereda de Villafranquilla. Se trata de uno de los abrevaderos de sus características más grandes de la provincia de Córdoba.

### Fiestas locales
- Candelaria: La candelaria se celebra el día 2 de febrero y se realizan distintas fogatas por el pueblo, las más significativas son:
  - La Fogata del Molino de Viento.
  - La Fogata del Pilar.
  - La Fogata de La Estación (Barrio San Vicente)

- Fiesta del día de Andalucía : esta fiesta se celebra el 28 de febrero y en ese día se celebra la carrera local del día de Andalucía y el Perol de convivencia, en la Plaza de España.

- Carnavales: comenzó como una mera fiesta popular, convirtiéndose en un auténtico reclamo turístico de la zona; cada año son más las personas que nos visitan en estas fiestas con unos disfraces cada vez más originales y mejor confeccionados. Esta fiesta se celebra la última semana de febrero y comienza con un divertido pasacalles que recorre todas las calles de la localidad, después, da comienzo el concurso de disfraces, auténtico protagonista del día y que cada vez es más elaborado, por último, diferentes orquestas musicales amenizan la noche en el Salón de Usos múltiples de la localidad.

- Cruces de Mayo: anteriormente, se celebraban los primeros días de mayo y se realizaban grandes cruces de Flores que adornaban la Plaza de España, en la actualidad, su celebración es menos acentuada.

- Romería de San Isidro Labrador: Se celebra el día 15 de mayo en el parque periurbano de "El Hecho", a las 8 de la mañana se lanza una tira de cohetes para despertar a los romeros y habitantes y se reúnan en la Plaza De España, donde se celebra un desayuno molinero y sale desde aquí el Santo en carroza y se dirige hacia el monte seguido por la muchedumbre, una vez en el monte, el santo entra a la ermita y se celebra una misa en su honor. Después se celebra un día de convivencia en dicho monte.

- Corpus Christi: El segundo domingo de junio, los niños de primera comunión de Guadalcázar, celebran el Corpus, haciendo un recorrido por las distintas calles del pueblo y parando en los improvisados altares que los vecinos realizan, en la actualidad, cada vez hay menos altares.

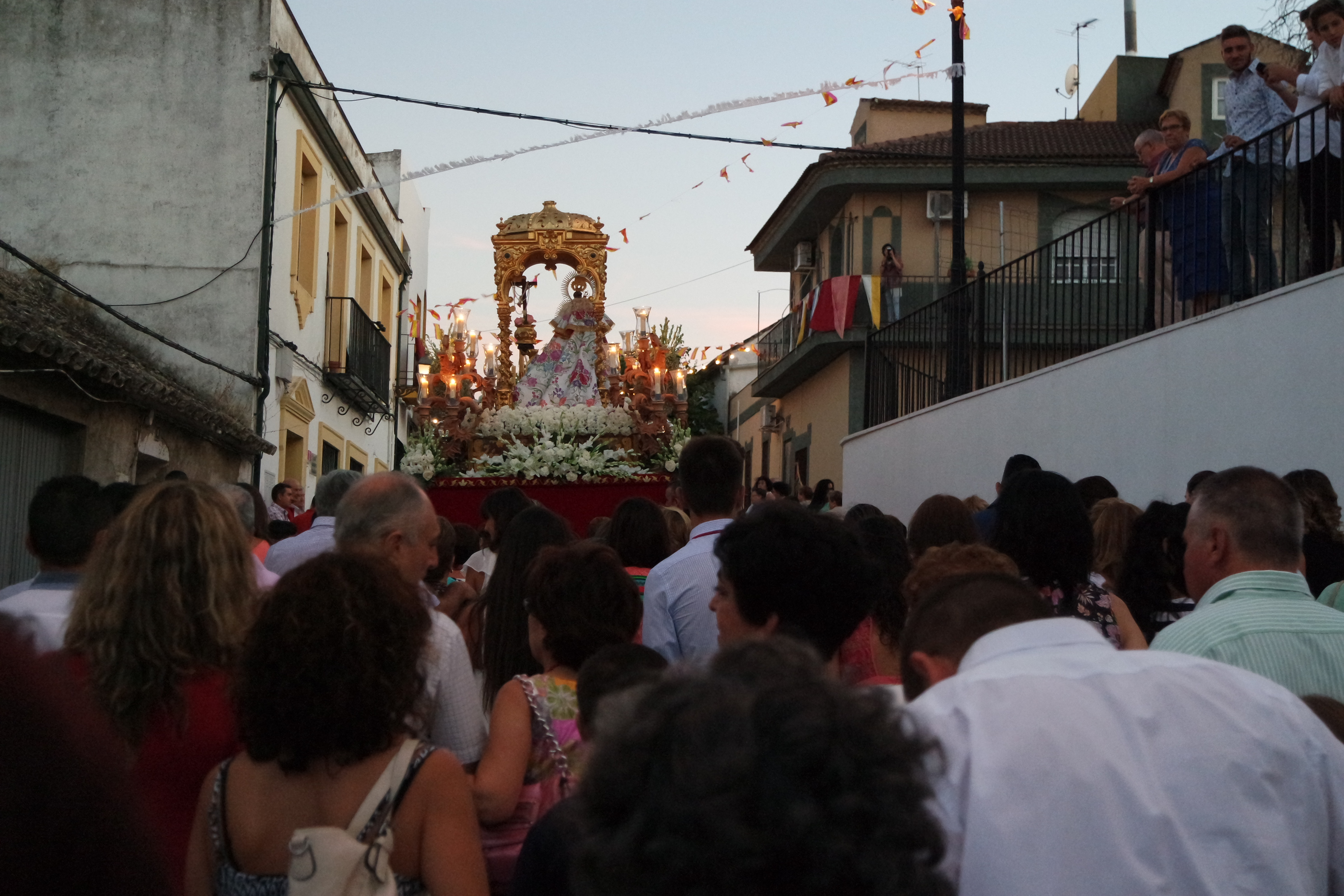
Procesión del 15 de agosto en honor a Ntra. Sra. de la Caridad y el Cristo de la Salud.

- Feria de la Virgen de la Caridad y Santísimo Cristo de la Salud: Es una celebración popular que dura 5 días y en la que, entre otras cosas, se celebra la Solemne Procesión de Ntra. Sra. la Virgen de la Caridad y el Ssmo. Cristo de la Salud.

- Fiesta del 31 de diciembre: el 31 de diciembre se celebra en la puerta de la Iglesia de Nuestra Señora de Gracia con la tradicional toma de uvas de año nuevo; acto seguido se lanzan un castillo de fuegos artificiales.

## Educación
El municipio de Guadalcázar solo cuenta con un centro de educación, el CEIP Marqués de Guadalcázar, que imparte enseñanzas de Educación Primaria y la primera etapa de Educación Secundaria. Para seguir formándose los escolares deben desplazarse hasta el municipio de La Carlota.

## Personas destacadas
- José Antonio Nieto Ballesteros, político del Partido Popular. Alcalde de Córdoba entre 2011 y 2015. Secretario de Estado de Seguridad entre 2016 y 2018. Consejero de Justicia, Administración Local y Función Pública de la Junta de Andalucía desde 2022 hasta la actualidad.[25]
- Raquel López Moriana, política del Partido Popular. Delegada territorial de Justicia, Administración Local y Función Pública de la Junta de Andalucía en Córdoba, desde el 2022 hasta la actualidad.[26]
- María Isidra Quintina de Guzmán y de la Cerda, conocida como "la doctora de Alcalá", primera mujer en ostentar el título de doctor y dignidad de académico de la lengua en España.Escultura en honor a María Isidra Quintina de Guzmán y de la Cerda en la Plaza de España (Guadalcázar)

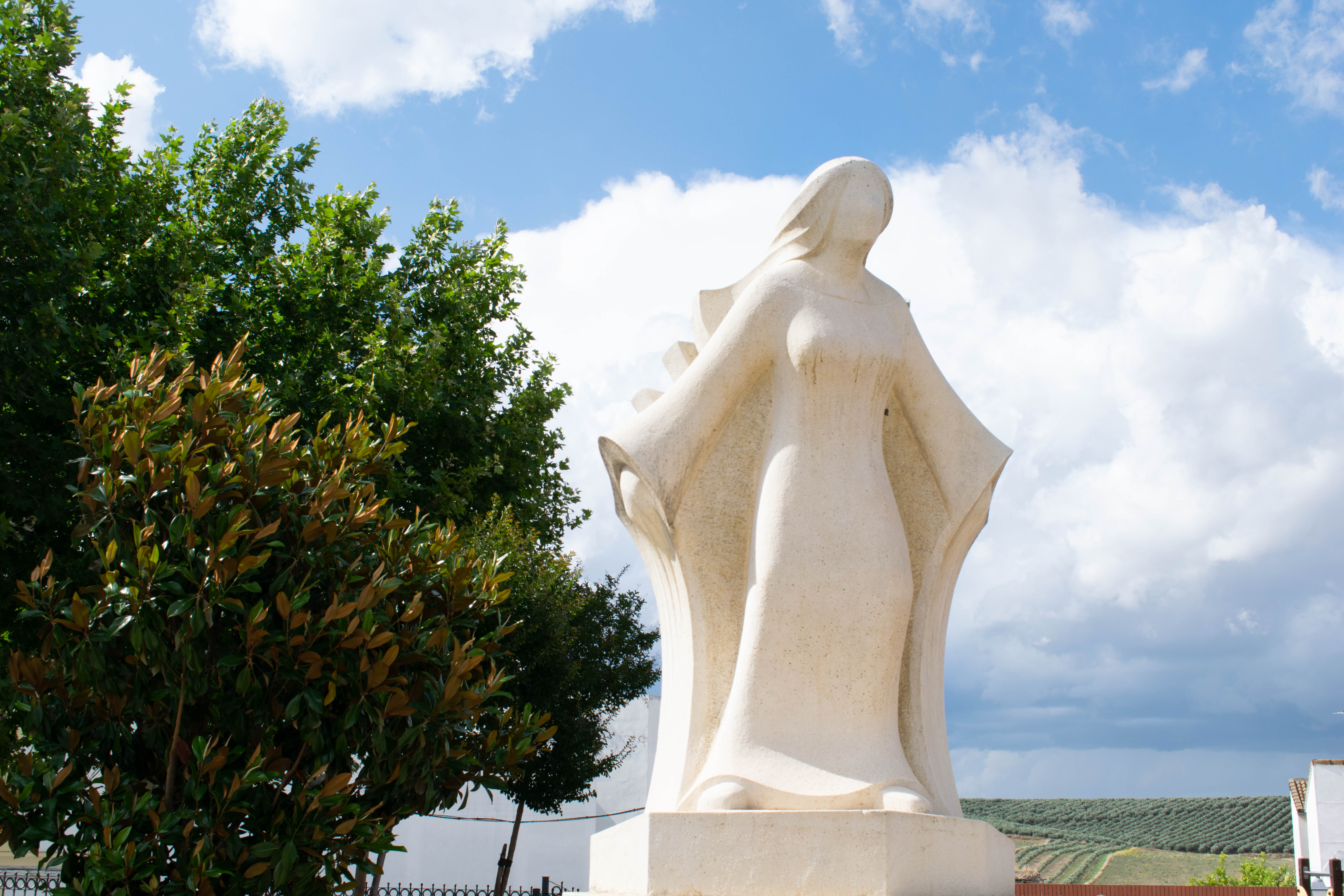
Escultura en honor a María Isidra Quintina de Guzmán y de la Cerda en la Plaza de España (Guadalcázar)

- Sancha Carrillo, religiosa y mística, hija de los VI Señores de Guadalcázar.